# Stary Ratusz w Monachium
Stary Ratusz (niem. Altes Rathaus) – budynek położony w centrum Monachium, przy Marienplatz, do 1874 roku był siedzibą zarządu miasta, aktualnie pełni funkcję muzeum zabawek (Spielzeugmuseum).
Obecny budynek starego ratusza pochodzi z 1480 roku. Został on zbudowany w miejscu starszej budowli pochodzącej z 1310 roku. Budowę ratusza nadzorował Jörg von Halsbach, ten sam który zaprojektował kościół Frauenkirche. Budynek był wielokrotnie przebudowany w ciągu wieków. Najstarszą częścią ratusza jest biała wieża, zbudowana między 1180 a 1200 rokiem będąca częścią monachijskich fortyfikacji. Gotyckie wnętrze ratusza pozostało nienaruszone. Na parterze znajduje się bogato zdobiona sala ceremonialna, na ścianie zewnętrznej znajduje się fryz pochodzący z 1478 roku z 96 herbami.